# Ligne 25 (Infrabel)
Pour les articles homonymes, voir Ligne 25.
La ligne 25 ou ligne de Bruxelles-Nord à Anvers (Y Luchtbal), est une ligne ferroviaire belge.
Sa section Bruxelles - Malines est, en 1835, la première ligne de chemin de fer public et la quatrième ligne ferroviaire à vapeur en Europe continentale (après les lignes Saint-Étienne - Lyon, Roanne - Andrézieux et le Chemin de fer hippomobile Budweis-Linz-Gmunden en Autriche)[réf. nécessaire]. Au vu de l'important flux de trafic, elle est portée à 4 voies grâce à la ligne 27 qui la dédouble en étant plus spécifiquement affectée au trafic marchandises.
Parcourable à 160 km/h, du fait de son imbrication dans une région assez densément peuplée, la ligne fait historiquement partie de l'itinéraire à grande vitesse Paris - (Lille) - Bruxelles - Anvers - Amsterdam. Cependant, depuis près de dix ans, une ligne à grande vitesse, dite LGV 25 (ou 25N) est créée en même temps que la liaison Diabolo de l'aéroport de Zaventem dans la traversée de Haren puis empruntant le centre de l'autoroute de Bruxelles à Anvers depuis Machelen jusqu'à Malines. Au nord de Malines, la LGV 25 rejoint les voies classiques.

## Histoire
Le 5 mai 1835, le roi Léopold Ier de Belgique inaugure la première ligne de chemin de fer du pays, lors d'un trajet inaugural entre la gare de l'allée verte, à Bruxelles, et Malines, 20 kilomètres plus au nord. La jeune Belgique, indépendante depuis 1830, investit résolument dans le chemin de fer qui doit favoriser son indépendance vis-à-vis des Pays-Bas, ce que le réseau de voies navigables hérité du royaume d'Orange ne permettait pas.
Près d'un an plus tard, le 3 mai 1836, la ligne est prolongée vers Anvers. Cette ville compte alors une importante gare marchandise le long des docks, alors qu'une gare voyageur se trouve approximativement à l'emplacement de la gare actuelle, et porte le nom de gare de Borgerhout. 
Le trafic augmente rapidement car une deuxième voie est mise en service le 15 juillet 1838. 
La gare de l'allée verte étant assez décentrée, les Chemins de fer de l’État belge ouvrent le 26 septembre 1841 une section vers la future gare de Bruxelles-Nord, plus proche du centre-ville. Cette dernière sera dotée d'un bâtiment définitif, inauguré en 1846. 
En 1895 débute la construction de la cathédrale ferroviaire que constitue l'actuelle gare d'Anvers-Central. Il s'agissait à l'époque d'une gare en impasse, dont toutes les voies, guichets et sorties étaient au niveau de la place qui ne s'appelait pas encore Reine Astrid, mais où se trouvait déjà l'entrée du jardin zoologique. Cette gare sera inaugurée en 1905, ce qui induit donc l'abandon du tronçon vers les docks. 
En 1907, la section sud de la ligne, entre Schaerbeek (gare de triage au nord de Bruxelles) et Muizen, près de Malines est dédoublée par la ligne 27. À l'époque, Muizen voit s'installer une importante gare de triage car le nœud de Malines est le point de convergence des lignes vers les rives est et ouest du port d'Anvers. Le dédoublement de la section nord est réalisé durant les années 30.
En 1935, les travaux de fluidification et d'électrification de la ligne se terminent. Plus aucun croisement à niveau n'est prévu entre les quais de Bruxelles Nord et ceux d'Anvers Central, grâce notamment à des sauts de moutons au nord et au sud de Malines. 
En 1952, L'inauguration de la jonction nord-midi correspond à l'inauguration d'une nouvelle gare du Nord, à quelques centaines de mètres de la précédente dont le bâtiment se trouvait en bout de quai.
En 1997 débutent d'importants travaux de refonte de la gare d'Anvers Central. Des dix voies d'origine, les quatre voies centrales seront supprimées et feront place à un atrium, puits de lumière vers trois niveaux inférieurs, dont le plus profond est prolongé par un tunnel (inauguré en 2007) vers la gare d'Anvers-Luchtbal qui constitue depuis lors l'extrémité de la ligne. Les voies de cette gare sont dès lors réparties sur trois niveaux : six voies en impasse au niveau +1 (lignes 59/1 et 12), quatre autres au niveau -1 (ligne 27) et quatre voies passantes au niveau -2 (ligne 25). Pendant les travaux, la gare d'Anvers-Central n'est pas fermée, mais le nombre des trains qui la desservent est fortement réduit : beaucoup d'entre eux, y compris en semaine le train Benelux, sont temporairement détournés ou limités à Anvers-Berchem.

## Caractéristiques

### Gares
Cette ligne passe par les gares suivantes, du sud au nord, depuis la mise en service du tunnel ferroviaire sous Anvers (nl) (2007):
- Bruxelles-Nord
- Schaerbeek
- Buda
- Vilvorde
- Eppegem
- Weerde
- Malines
- Malines-Nekkerspoel
- Wavre-Sainte-Catherine
- Duffel
- Kontich-Lint
- Hove
- Mortsel-Oude-God
- Mortsel-Deurnesteenweg
- Anvers-Berchem
- Anvers-Central (niveau -2)
- Anvers-Luchtbal